# Bruno Nassim Aboudrar
Bruno-Nassim Aboudrar, né le 21 novembre 1964 à Paris, est un écrivain et historien français de l'art.
Spécialiste d'esthétique, il est auteur de romans sur ce thème.

## Études et carrière
Il est ancien élève de l'École normale supérieure de Fontenay-Saint-Cloud (1984), étudiant à l’Institut d'études politiques (1986-1989) et pensionnaire de l’Académie de France à Rome (1993-1994).
Il soutient en 1996, sous la direction d'Hubert Damisch, une thèse en histoire de l'art intitulée Voir les fous : aux marges du portrait.
Il est maître de conférences (2001-2007) puis professeur (depuis 2007) en sciences de l’art à l’université Paris III-Sorbonne-Nouvelle, au département de Médiation culturelle.
Depuis 2018, il siège au Comité d'évaluation de l'Agence nationale de la recherche française pour son appel annuel à projets générique, section 27 (Culture, créations, patrimoine), qui attribue les budgets de recherche les plus importants dans ce secteur.

## Ouvrages
- Bruno-Nassim Aboudrar (préf. Hubert Damisch), Voir les fous (thèse de doctorat en histoire de l'art remaniée), Paris, Presses universitaires de France (PUF), coll. « Psychopathologie : épistémologie-histoire », 1999, 234 p. (ISBN 2-13-049672-5, BNF 37036250)
- Bruno-Nassim Aboudrar, Nous n'irons plus au musée, Paris, Aubier, coll. « Alto », 2000, 334 p. (ISBN 2-7007-3667-2, BNF 37098767)
- Bruno-Nassim Aboudrar, La Recherche du beau, Nantes, Pleins feux, coll. « Lundis philo », 2001, 65 p. (ISBN 2-912567-21-1, BNF 37638476)
- Bruno Nassim Aboudrar, Ici-bas : roman, Paris, Gallimard, 2009, 398 p. (ISBN 978-2-07-012362-9, BNF 41474318)Prix Senghor 2010.
- Bruno Nassim Aboudrar, Comment le voile est devenu musulman, Paris, Flammarion, 2014, 249 + 8 (ISBN 978-2-08-130180-1, BNF 43783755)
- Bruno Nassim Aboudrar, Qui veut la peau de Vénus ? : le destin scandaleux d'un chef-d'œuvre de Velázquez, Paris, Flammarion, 2016, 246 p. (ISBN 978-2-08-135808-9, BNF 45027315)
- (avec François Mairesse) La Médiation culturelle, Que sais-je ?, PUF, 2016.
- Bruno Nassim Aboudrar, Le Sueur : les fissures de la perfection, Paris, 1:1, coll. « Ars », 2019, 87 p. (ISBN 979-10-97193-01-0)
- Les Week-ends, Plon, 2025 (roman).